# Masacre de El Salvador
La masacre de El Salvador se desató por un paro que demandaba mejoras salariales en distintas empresas mineras y campamentos en Chile en marzo de 1966, incluyendo Andes Copper Mining, la Potrerillos Railway Company y los campamentos de Sewell, El Salvador, Potrerillos y Chuquicamata. A pesar de ser calificada como ilegal por el gobierno, la huelga continuó, y en noviembre se produjeron enfrentamientos entre trabajadores, rompehuelgas y Carabineros. El gobierno respondió declarando estado de emergencia en varias regiones y desplegando militares.

## Historia
El 8 de marzo de 1966, militares en Chañaral ordenaron la reanudación del trabajo en ciertas áreas, pero el cumplimiento fue limitado. Ese mismo día, intentaron desalojar el sindicato de Potrerillos, rodeándolo con fuerzas armadas, aunque no hubo víctimas mortales en este incidente.
El 11 de marzo, se ordenó el desalojo del sindicato de El Salvador. Durante el operativo, las fuerzas de seguridad lanzaron bombas lacrimógenas, lo que provocó que los trabajadores huyeran en dos grupos. El segundo grupo fue ametrallado por Carabineros y militares, resultando en la muerte de ocho personas, incluyendo dos mujeres embarazadas. Los trabajadores que intentaron socorrer a los heridos también fueron atacados. La matanza cesó solo después de que un capitán del ejército resultara herido por sus propias fuerzas.
Estos eventos desencadenaron protestas en todo el país, con la Confederación de Trabajadores del Cobre convocando a un paro nacional. Las demandas de los trabajadores incluían aumentos salariales y la liberación de dirigentes sindicales encarcelados. La huelga en la mina de El Teniente se extendió, y otros sindicatos se unieron a ella.
A pesar de la represión del gobierno, la huelga continuó, y finalmente, a fines de marzo de 1966, algunos dirigentes fueron liberados bajo fianza, lo que llevó al fin de los paros en El Salvador y Potrerillos. La lucha laboral persistió, con la demanda de cumplimiento de acuerdos previos y aumentos salariales.